# Julie Flanderková
Julie Flanderková, rodným jménem Jelínková, (19. května 1904 Praha – 31. ledna 1987 Praha) byla česká úřednice, spisovatelka, redaktorka, grafoložka a nakladatelka.

## Životopis
Narodila se v úřednické rodině. R. 1925 se vdala za Františka Flanderku (1884–1953), se kterým měla tři děti: Jiřího (1926–2008), Františku Nečasovou a Radima.
Měšťanku navštěvovala ve Zlonicích, Vyšší dívčí školu v Praze (1918–1921). Potom se věnovala studiu jazyků, studovala němčinu, angličtinu a francouzštinu.
Po svatbě se věnovala publicistice a literární tvorbě. Přispívala do novin a časopisů: Národní politika (od 1926), Modistka (1926–1939), Venkov (od 1927), Aktivisté (1936–1938), Ženský obzor (od 1929), Lísteček (1939–1940), MO-NO (Módní noviny, 1946–1948), Lidová demokracie (od 1950), Důvěrník (od 1966).
Byla redaktorkou ženských časopisů: Modistka, Lísteček, Nedělní list. Vydávala časopis Modistka – odborný časopis a obchodní rádce pro modistky a příbuzná odvětví, v letech 1927–1948 (21 svazků).
Od r. 1949 pracovala v ženském mírovém hnutí a v letech 1950–1964 byla tajemnicí Ústředního výboru Československé strany lidové. Od r. 1964 působila jako soudní znalkyně písma. V Praze II bydlela na adrese Žitná 4b.

## Dílo

### Verše
- Tristium Parisii: [Smutná Paříž] – Praha: Kvasnička a Hampl, 1930
- Ejhle dítě: – podle návrhu a s kresbami Jaroslava Švába, Praha: Leopold Mazáč, 1936

### Próza
- Devatero kvítků: povídky – Klatovy: Jan Zikmund Laš, 1940
- Úsměv Afrodity: Povídky – Praha: Cesta, 1940
- Pět dnů, čtyři noci – rukopis, 1945[2]

### Překlad
- Plstěné klobouky: nejnovější způsoby modistského zpracování plsti a jejích odrůd: s doplňkem o sametu – Rudolf Ohrenstein; z němčiny. Praha: Časopis Modistka, 1937

### Spisy
- Grafologie pro každého: praktický návod ke studiu povahových vlastností podle vlastního i cizího písma s řadou podrobných rozborů a s dodatkem o grafologii kriminální – Praha: Josef Hokr, 1947
- O písmoznalectví v kostce – in: Socialistická zákonnost, r. 1969, č. 4, s. 207–219